# Embraer ERJ
Embraer ERJ è una famiglia di aerei regionali prodotta dalla brasiliana Embraer.

## Modelli
Per venire incontro alle esigenze degli acquirenti, l'Embraer ha realizzato diverse versioni dell'ERJ-145. 

### Modelli civili
Embraer ERJ 135
- ERJ 135ER - versione standard accorciata del ERJ-145.
- ERJ 135LR - versione long range accorciata del ERJ-145.
- Legacy 600 - versione Business Jet derivato dal ERJ-135.

Embraer ERJ 140
- ERJ 140ER - versione standard del ERJ-145 con 6 posti in meno destinata principalmente al mercato americano.
- ERJ 140LR - versione long range del ERJ-145 con 6 posti in meno destinata principalmente al mercato americano.

Embraer ERJ 145
- ERJ 145STD - modello base.
- ERJ 145EU - modello per il mercato europeo.
- ERJ 145ER - Extended Range: aumentata la capacità di carburante, con conseguente aumento dell'autonomia.
- ERJ 145EP - come l'ERJ 145ER ma con MTOW incrementato.
- ERJ 145LR - Long Range: aumentata la capacità di carburante e la potenza dei motori.
- ERJ 145LU - come l'ERJ 145LR ma con MTOW incrementato.
- ERJ 145MK - come l'ERJ 145STD ma con MZFW cambiato.
- ERJ 145XR - Extra Long Range: diversi miglioramenti, inclusi l'adozione di winglet per migliorare il consumo di carburare, l'aggiunta di un serbatoio centrale, l'aumento della velocità massima e della potenza dei motori.

### Modelli militari
- C-99A - trasporto
- EMB 145 SA (R-99 model A) - modello AWACS.
- EMB 145 RS (R-99 model B) - modello per rilevazioni a distanza.
- EMB-145MP/ASW (P-99)- modello per il pattugliamento marittimo.

## Ordini e consegne
| Modello             | Ordini firmati | Opzioni | Consegne | da consegnare |
| ------------------- | -------------- | ------- | -------- | ------------- |
| Embraer ERJ 135     | 108            | -       | 108      | -             |
| Embraer ERJ 140     | 74             | -       | 74       | -             |
| Embraer ERJ 145     | 708            | -       | 706      | 2             |
| Totale famiglia ERJ | 890            | -       | 888      | 2             |

## Galleria d'immagini

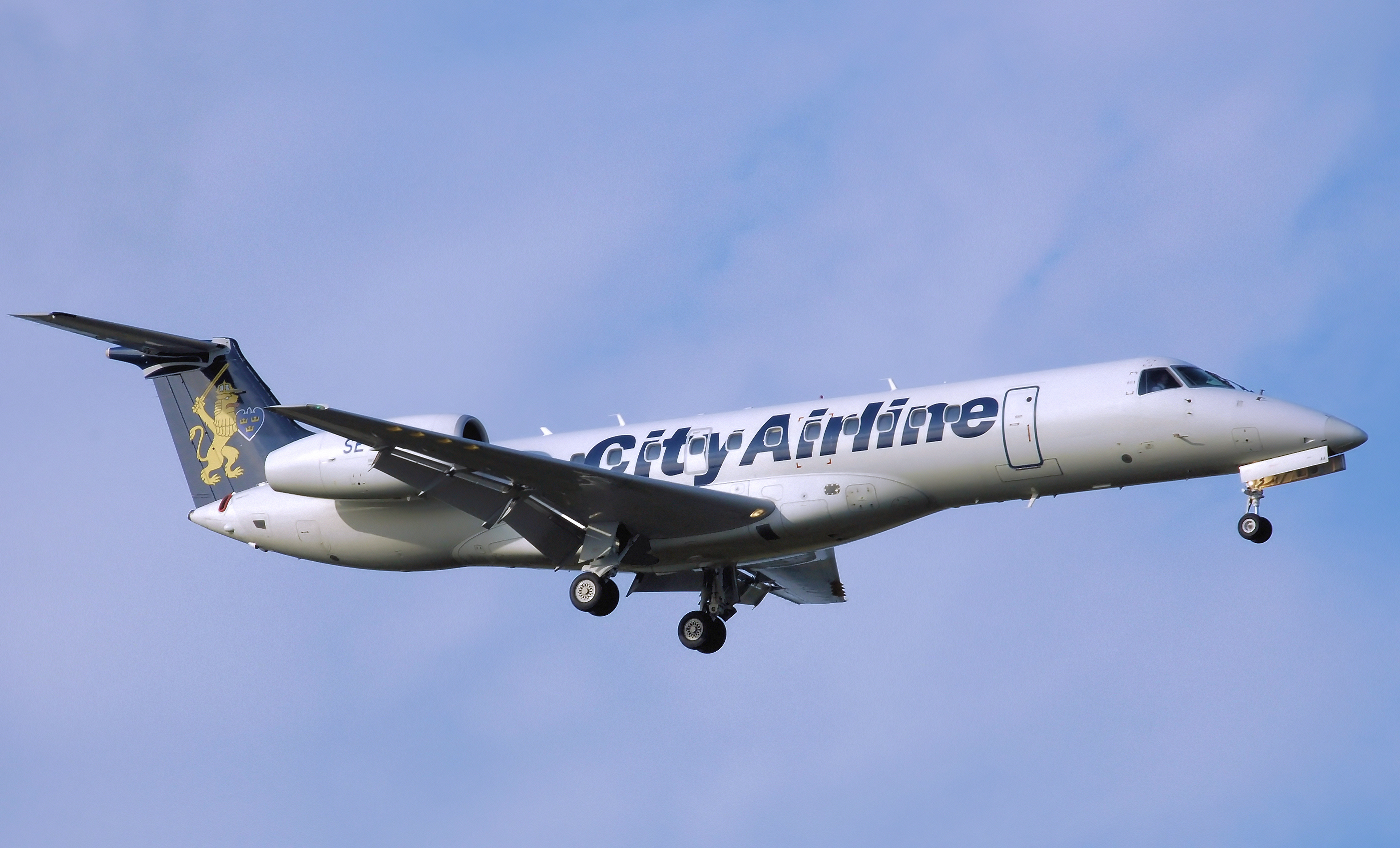
Embraer ERJ-135
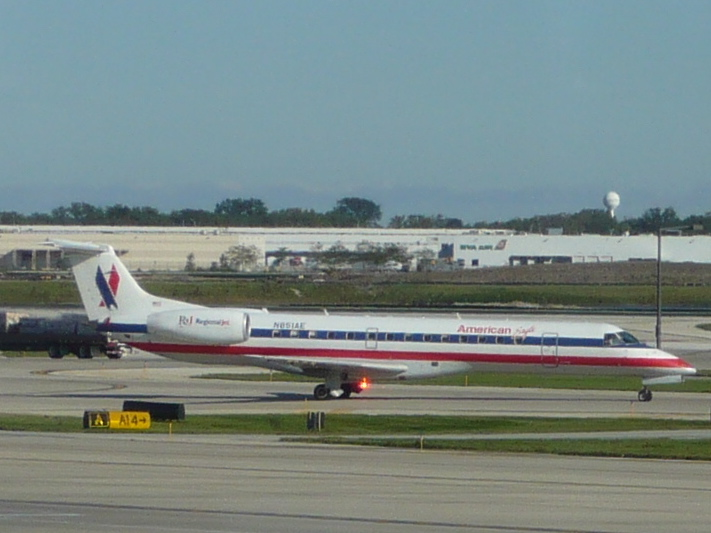
Embraer ERJ-140
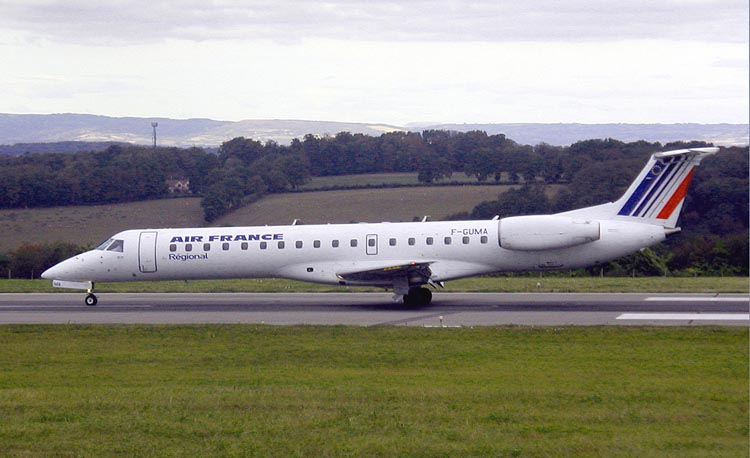
Embraer ERJ-145
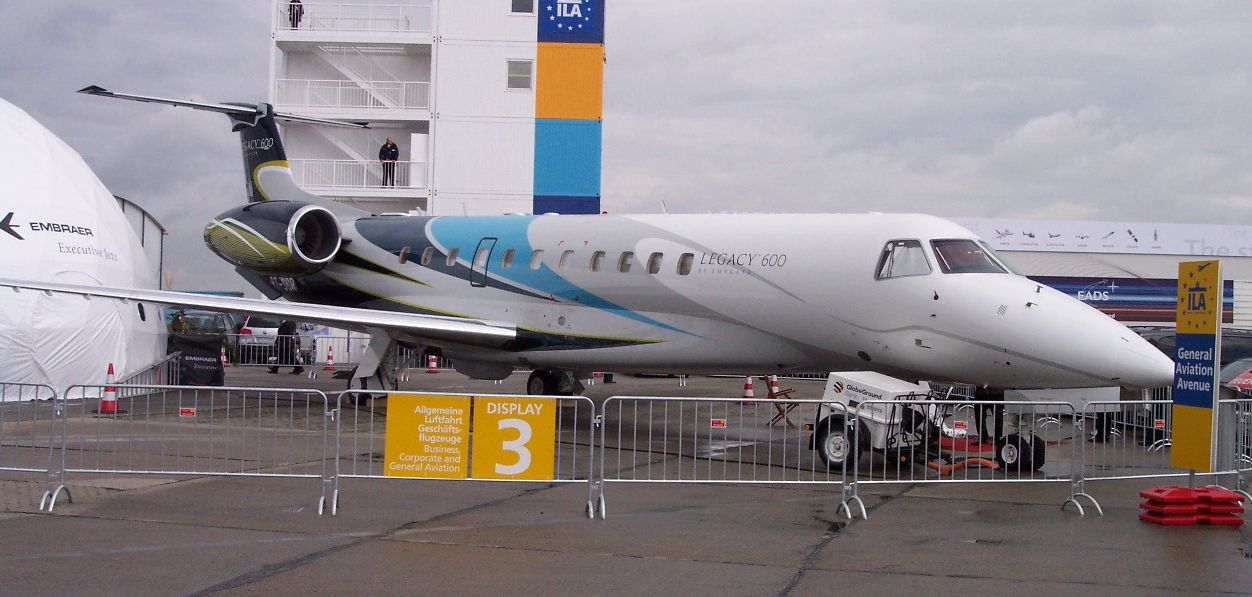
Embraer Legacy 600